# Диденко, Юрий Григорьевич
Юрий Григорьевич Диденко (1936—2018) — советский и российский хозяйственный деятель, президент «Дальморепродукта» (1996—2002).

## Биография
Родился 7 апреля 1936 года в г. Лесозаводск Приморского края. Окончил Дальрыбвтуз (1958), инженер-механик промышленного рыболовства.
В 1958—1960 гг. мастер, старший мастер добычи, в 1960—1965 гг. главный инженер, а затем начальник Центральной экспериментальной базы промышленного рыболовства.
В 1965—1967 начальник отдела добычи ПО «Дальморепродукт». С 1967 заместитель начальника управления «Приморрыбпром», первый заместитель начальника базы тралового флота.
В 1974—1982 гг. начальник Владивостокской базы тралового и рефрижераторного флота. В 1982—1986 гг. первый заместитель начальника управления «Приморрыбпром». С 1986 года был начальником управления производственных флотилий «Дальморепродукт». В 1996—2002 — президент холдинговой компании «Дальморепродукт».
Заслуженный работник рыбного хозяйства Российской Федерации. Награждён орденами Дружбы народов, «Знак Почёта», Александра Невского 2-й степени. Почётный гражданин города Владивостока (звание присвоено 28 июня 1995 года).
Умер 26 августа 2018 года.